# Чорноморський округ (Російська імперія)
Чорноморський округ — адміністративно-територіальна одиниця Російської імперії, що існувала в 1866—1888. Адміністративний центр — Новоросійськ.

## Історія
Утворено 10 березня 1866. Спочатку включав територію від річки Туапсе до Бзипи від берега Чорного моря до Кавказького хребта.
У 1868 до округу були приєднані землі по північно-східному узбережжі Чорного моря до міста Анапа включно, займані Шапсузьким береговим батальйоном Кубанського козачого війська. Центром округу було призначено місто Новоросійськ.
25 січня 1867 першим начальником округу було призначено полковник Дмитро Васильович Пиленко, який займав цей пост до 1876 року.
У 1870 округ розділено на 3 піклування (ділянки): Вельяминівське (Туапсинське), Новоросійське й Сочинське (Даховське).
У 1874 піклування перейменовані на відділи.
У 1884 Анапа передана Кубанській області.
Зважаючи на нерозвинутість краю й нечисленність населення, наказом від 21 березня 1888 округ приєднано до Кубанської області.
23 травня 1896 Чорноморський округ перетворено на Чорноморську губернію з центром у Новоросійську.